# Out of the Blue
 Out of the Blue és una pel·lícula canadenca dirigida per Dennis Hopper, estrenada el 1980.

## Argument
Cebe, 15 anys, és una adolescent amb problemes: el seu pare, alcohòlic, és a la presó després d'haver xocat amb el seu camió contra un bus escolar i haver mort diversos nens; la seva mare és una drogoaddicta. El seu pare, un cop alliberat, no aconsegueix sortir del seu alcoholisme i va lentament a la deriva, no ajudant-lo gens l'actitud de la seva dona. Cebe, per la seva banda, malgrat l'ajuda d'un psicòleg, va cada vegada pitjor...

## Repartiment
- Linda Manz: Cindy Barnes
- Dennis Hopper: Don Barnes
- Sharon Farrell: Kathy Barnie
- Don Gordon: Charlie
- Raymond Burr: doctor Brean
- Eric Allen: Paul
- Fiona Brody: Carol
- David L. Crowley: Anderson
- Joan Hoffman: Jean
- Carl Nelson: Cabby
- Francis Ann Pettit: Nancy
- Glen Pfiefer: Glenn
- David Ackridge: professor
- Jim Byrnes: cantant